# Andrew Basso
Andrew Basso (Borgo Valsugana, 25 ottobre 1985) è un illusionista italiano.
Considerato uno dei maggiori illusionisti del ventunesimo secolo. È conosciuto come Escapologo e come Rock Star della Magia, protagonista del popolare show di magia The Illusionists.

## Biografia
Si appassiona all'illusionismo fin da bambino, esibendosi in spettacoli in ambito scolastico. Nel 2003 ha inizio la sua carriera professionale come escapologo con la sua prima evasione subacquea. Nel 2004 partecipa, a Las Vegas, al World Magic Seminar, convegno cui partecipano i più grandi illusionisti del pianeta. Nel 2005 vince il titolo mondiale di "Escape Champion" durante la convention mondiale di escapologia a Los Angeles. 
Nel 2006 è protagonista della puntata dedicata a Harry Houdini ed all'arte dell'evasione del programma ArcanA di Rai 2 e, nel 2007, del programma in 4 puntate "Fuori! Born to Escape" su All Music.
Nel 2009 è presidente e fondatore dell'Accademia Prestige in Italia, organizzazione dedicata alla formazione di giovani nelle arti magiche.
Nel 2013, durante le riprese della trasmissione Italia's Got Talent, è vittima di un incidente che gli procura ustioni al collo ed alle mani.
Dal 2012 è uno dei protagonisti dello spettacolo "The Illusionists", in scena inizialmente presso il Teatro dell'opera di Sydney e successivamente in vari teatri a Singapore, in Messico, in Nuova Zelanda, in Brasile, in Venezuela, a Dubai, a Panama e a Londra.
Nel 2014 è ancora coprotagonista di una nuova versione dello stesso spettacolo "The illusionists - Witness the Impossible", in scena in diversi teatri degli Stati Uniti ed in particolare al Marquis Theatre di New York.